# コマダラキーウィ
コマダラキーウィ（Apteryx owenii）は、ダチョウ目キーウィ科キーウィ属に分類される鳥類。

## 分布
ニュージーランド（カピティ島、ヘン島、レッド・マーキュリー島）

## 形態
全長40cmとキーウィ科最小種。全身は灰褐色の羽毛で覆われ、黒褐色の縦縞が入る。
嘴の色彩はピンク色や灰色などで個体により変異がある。後肢の色彩は灰褐色。

## 生態
森林に生息する。夜行性。
食性は雑食で、昆虫、クモ、ミミズ、果実、種子などを食べる。
繁殖形態は卵生。1回に1個の卵を産む。

## 人間との関係
開発による生息地の破壊、人為的に移入された動物による捕食などにより生息数は激減している。以前はニュージーランドの南島広域にも分布していたが、既に絶滅している。現在の分布域は人為的に移入された地域のみで、カピティ島で増加した個体が残り2つの島にも移入された。分布域ではドブネズミの駆除が進められている。